# کتی کار (شناگر)
کتی کار (به انگلیسی: Cathy Carr) زادهٔ ۲۷ مهٔ ۱۹۵۴ شناگر اهل ایالات متحده آمریکا است.